# Żółty Przylądek
Żółty Przylądek (ang. Yellow Point) – przylądek na Wyspie Króla Jerzego, na wschodnim wybrzeżu Półwyspu Kellera, nad Zatoką Martela, poniżej Przełęczy Piaseckiego i lodowca Noble Glacier. 